# قوبيون مقلم
قوبيون مقلم (الاسم العلمي: Gobius vittatus) (بالإنجليزية: Striped goby)‏ هو نوع من الأسماك يتبع جنس القوبيون من الفصيلة القوبيونية.